# Candelariella aurella
Espèce
Candelariella aurella est une espèce de lichens.